# Aljutovellidae
Aljutovellidae es una familia de foraminíferos bentónicos de la superfamilia Ozawainelloidea, del suborden Fusulinina y del orden Fusulinida, cuyos géneros son también incluidos en la Familia Fusulinidae. Su rango cronoestratigráfico abarca desde el Bashkiriense hasta el Moscoviense (Carbonífero inferior).

## Discusión
Clasificaciones previas hubiesen incluido los géneros de Aljutovellidae en la subfamilia Fusulininae, de la familia Fusulinidae, de la superfamilia Fusulinoidea, del suborden Fusulinina y del orden Fusulinida. Clasificaciones más reciente incluyen Aljutovellidae en la subclase Fusulinana de la clase Fusulinata.

## Clasificación
Aljutovellidae incluye a las subfamilia y géneros:
- Subfamilia Aljutovellinae
  - Aljutovella †, también considerado en la familia Profusulinellidae
  - Priscoidella †, también considerado en la familia Profusulinellidae
  - Skelnevatella †, también considerado en la familia Profusulinellidae
  - Subaljutovella †, también considerado en la familia Profusulinellidae
  - Tikhonovichiella †, también considerado en la familia Profusulinellidae